# Jérôme Pijon
Jérôme Pijon est un chanteur et un disc jockey français né le 5 décembre 1965. 
Né Jerôme Pigeon, fils du journaliste Gilles Schneider, il suivit les cours de musique auprès de Mireille du Conservatoire. Il est reconnu pour avoir composé et écrit le tube Cache cache party qu'il interprète, sorti en 1987. Entre-temps, Jérôme participe également à l'enregistrement du quatrième album de Étienne Daho à Londres. Au début des années 1990, il compose plusieurs morceaux pour sa compagne d'alors, Nina Morato. Jérôme poursuit sa carrière dans la musique, puis en 1995, sort le single Miniman, extrait d'un album qui paraît un peu plus tard dans l'année, Au pays des orties. Il est actuellement DJ  sous le pseudo Gringo da Parada, à la Favela chic, bar-restaurant parisien dont il est associé.  

## Discographie[1],[2],[3],[4]

### Singles
- Jerôme Pigeon : Vies parisiennes 1985
- Pijon : Cache-cache party 1986
- Pijon : Mensonges d'une nuit d'été 1987
- Pijon : Ego ego 1989
- Pijon : De la poudre aux yeux 1989
- Jerôme Pigeon : Ce garçon-là 1991
- Jerôme Pigeon : C'est l'hiver 1991
- Jerôme Pijon : Quelque part sous la lune 1992
- Jerôme Pijon : Miniman 1995

### LP
- Pijon : Jonpi 1989
- Jerôme Pigeon : Ce garçon-là 1991
- Jerôme Pijon : Aux pays des orties 1994